# Gott erhalte Franz den Kaiser
Gott erhalte Franz den Kaiser ("Deus salve o imperador Francisco") foi um hino a Francisco II, imperador da Áustria. Lorenz Leopold Haschka (1749-1827) escreveu a poesia e Joseph Haydn compôs a melodia. É também conhecido por "Kaiserhymne" (Hino do Imperador).
A melodia, com diversas variações, é também o 2.° movimento de um dos mais famosos quartetos de corda de Haydn, apelidado de "Quarteto do Imperador". A melodia mais tarde foi utilizada em Das Lied der Deutschen, que até hoje é o Hino Nacional da Alemanha.

## História

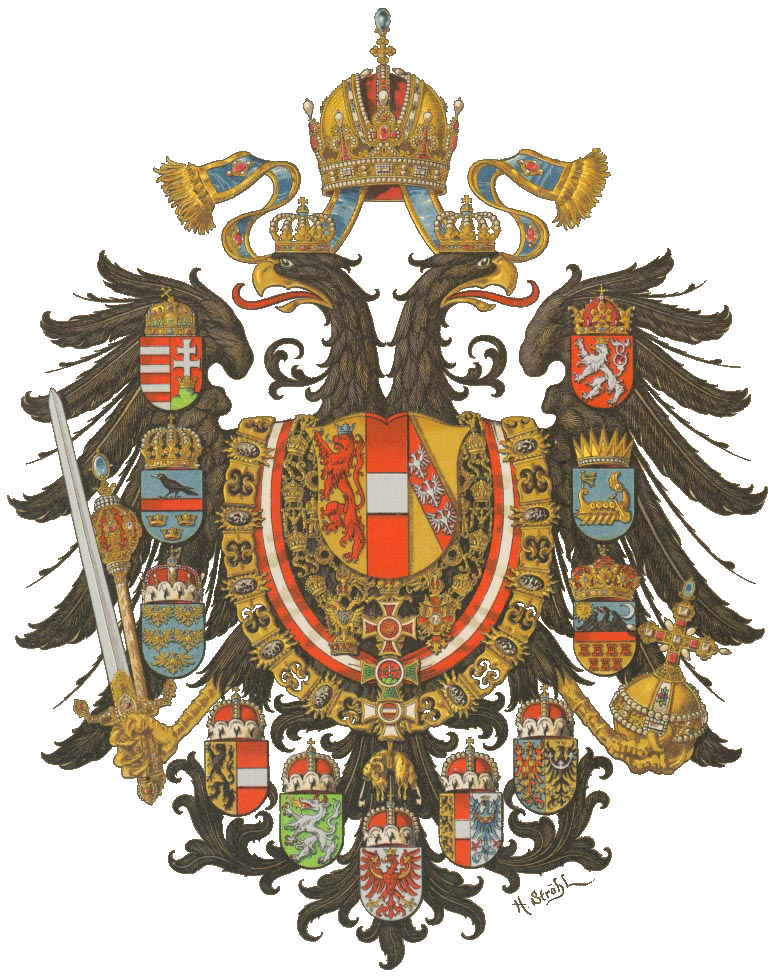
A dupla águia anterior a 1867

A canção foi escrita quando a Áustria estava seriamente ameaçada pela França e o sentimentalismo patriota era intenso.
Haydn na Inglaterra conheceu o favorito hino nacional "God Save the King" que poderia ser usado em ocasiões festivas e como sinal de amor e reverência ao governante. Com essa inspiração ao retornar de viagem, Haydn apresentou ao seu amigo Freiherr van Swieten, aristocrata holandês a serviço do império Austríaco, a ideia de que seu país também tivesse um hino nacional. Ainda a canção poderia ser utilizada para inflamar o coração dos austríacos e incentivá-los à luta que estava ocorrendo. Freiherr van Swieten logo tomou conselho com o então presidente da Áustria baixa Franz Count von Saurau. O poeta Lorenz Haschka formulou a letra que Haydn adaptou à música.
Em janeiro de 1797 a obra estava pronta.

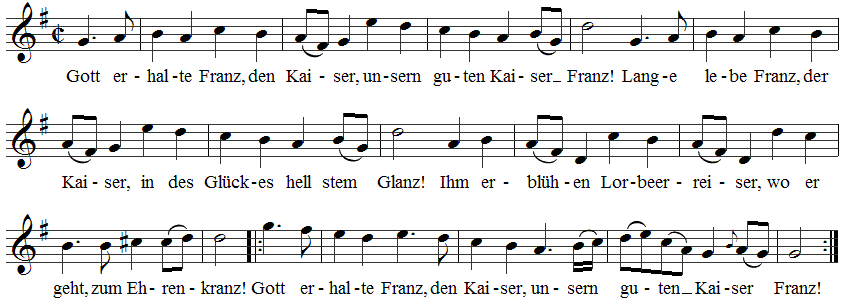
Kaiserhymne von Haydn, 1ª Estrofe.

## Letra original
1. Gott erhalte Franz, den Kaiser, 

Unsern guten Kaiser Franz! 

Lange lebe Franz, der Kaiser, 

In des Glückes hellstem Glanz! 

Ihm erblühen Lorbeerreiser, 

Wo er geht, zum Ehrenkranz! 

Gott erhalte Franz, den Kaiser, 

Unsern guten Kaiser Franz! 
2. Laß von seiner Fahne Spitzen 

Strahlen Sieg und Fruchtbarkeit! 

Laß in seinem Rate sitzen 

Weisheit, Klugheit, Redlichkeit! 

Und mit Seiner Hoheit Blitzen 

Schalten nur Gerechtigkeit! 

Gott erhalte Franz, den Kaiser, 

Unsern guten Kaiser Franz! 
3. Ströme deiner Gaben Fülle 

Über ihn, sein Haus und Reich! 

Brich der Bosheit Macht, enthülle 

Jeden Schelm- und Bubenstreich! 

Dein Gesetz sei stets sein Wille, 

Dieser uns Gesetzen gleich. 
Gott erhalte Franz, den Kaiser, 

Unsern guten Kaiser Franz! 
4. Froh erleb’ er seiner Lande, 

Seiner Völker höchsten Flor! 

Seh sie, Eins durch Bruderbande, 

Ragen allen andern vor! 

Und vernehm noch an dem Rande 

Später Gruft der Enkel Chor: 

Gott erhalte Franz, den Kaiser, 

Unsern guten Kaiser Franz! 

## Composição
Como em toda música de Haydn, há suspeitas de que ele teve parte do material da composição a partir de canções folclóricas que conhecia. Essa hipótese nunca teve aceitação unânime, a alternativa é que a melodia original de Haydn teria sido adaptada em diversas versões de canções folclóricas pelo povo.
Uma possibilidade seria "Stal se jesem", uma melodia cantada no norte da Croácia. Independente da fonte o próprio Haydn executou vários rascunhos até chegar na composição final.